# Liste der Monuments historiques in Arc-et-Senans
Die Liste der Monuments historiques in Arc-et-Senans führt die Monuments historiques in der französischen Gemeinde Arc-et-Senans auf.

## Liste der Immobilien
| Bezeichnung                        | Beschreibung | Standort                           | Kennzeichnung | Schutzstatus | Datum     | Bild           |
| ---------------------------------- | --- | ---------------------------------- | ------------- | ------------ | --------- | -------------- |
| Château d’Arc                      | Schloss, 18. Jahrhundert; mit Wirtschaftsgebäude und Teilen der Innenausstattung                                                      | Arc, 70 Grande Rue (Lage)          | PA00101438    | Inscrit      | 1984      |                |
| Château de Roche-sur-Loue          | Schloss, 18. Jahrhundert; mit der Terrasse                                                                                            | Senans, östlich des Ortes (Lage)   | PA00101439    | Inscrit      | 1974      | weitere Bilder |
| Königliche Saline                  | von 1775 bis 1779 erbaut, Architekt Claude-Nicolas Ledoux                                                                             | Arc, Grande Rue (Lage)             | PA00101440    | Classé       | 1926 1940 | weitere Bilder |
| Gradierwerk der königlichen Saline | 1775 erbaut, Architekt Claude-Nicolas Ledoux; nach 1895 weitgehend abgebrochen, Fundamente, Wärterhaus und Versorgungskanäle erhalten | Senans, rue des Graduations (Lage) | PA00101775    | Inscrit      | 1991      | weitere Bilder |

## Liste der Objekte
| Bezeichnung                                        | Beschreibung                                                                          | Standort                                | Kennzeichnung | Schutzstatus | Datum | Bild           |
| -------------------------------------------------- | ------------------------------------------------------------------------------------- | --------------------------------------- | ------------- | ------------ | ----- | -------------- |
| Vier Gemälde mit Darstellungen aus dem Marienleben | Ölfarbe auf Holz, 17. Jahrhundert, Claude Vignon zugeschrieben                        | Senans, in der Kirche St-Bénigne (Lage) | PM25000027    | Classé       | 1944  |                |
| Gemälde Die Erlösung                               | Ölfarbe auf Leinwand, 17. Jahrhundert, Antonio de Pereda zugeschrieben                | Senans, in der Kirche St-Bénigne (Lage) | PM25000028    | Classé       | 1964  |                |
| Gemälde Der heilige Josef mit dem Jesusknaben      | Ölfarbe auf Leinwand, 17. Jahrhundert, Bartolomé Esteban Murillo zugeschrieben        | Senans, in der Kirche St-Bénigne (Lage) | PM25000029    | Classé       | 1975  |                |
| Gemälde Grablegung                                 | Ölfarbe auf Leinwand, erste Hälfte des 17. Jahrhunderts, Gerard Seghers zugeschrieben | Senans, in der Kirche St-Bénigne (Lage) | PM25000030    | Classé       | 1975  |                |
| Gemälde Heilige Familie                            | Ölfarbe auf Leinwand, Anfang des 17. Jahrhunderts, Bartolomeo Schedoni zugeschrieben  | Senans, in der Kirche St-Bénigne (Lage) | PM25000031    | Classé       | 1975  |                |
| Gemälde Madonna mit Kind und Stiftern              | Ölfarbe auf Leinwand, zweite Hälfte des 17. Jahrhunderts, Pieter Thijs zugeschrieben  | Senans, in der Kirche St-Bénigne (Lage) | PM25000032    | Classé       | 1975  |                |
| Gemälde Christus und die Kanaaniterin              | Ölfarbe auf Leinwand, um 1600; nach Annibale Carracci                                 | Senans, in der Kirche St-Bénigne (Lage) | PM25000033    | Classé       | 1975  |                |
| Kanzel                                             | Holz, 19. Jahrhundert                                                                 | Senans, in der Kirche St-Bénigne (Lage) | PM25001815    | Inscrit      | 1999  | weitere Bilder |
| Kreuzweg                                           | Kupfer, 19. Jahrhundert                                                               | Senans, in der Kirche St-Bénigne (Lage) | PM25001816    | Inscrit      | 1999  |                |